# ピーター・グロソップ
ピーター・グロソップ（Peter Glossop, 1928年7月6日 - 2008年9月7日）は、イギリスのバリトン歌手。
ミラノ・スカラ座において、ヴェルディ諸作品での悲劇的なバリトンのタイトル・ロールを歌った唯一のイギリス人歌手として記録されている。1960年代から1970年代にかけて、『リゴレット』などヴェルディの作品を中心としたレパートリーで、ヨーロッパやアメリカなどで活躍した。「シェフィールドのレンガ道からやってきてスカラ座をも征服した、ジェームズ・ボンドを別にするとイタリアで最も人気のあったイギリス人」とも評された。

## 生涯

### サドラーズ・ウェルズ
ピーター・グロソップは1928年7月6日、イングランド中部シェフィールド近郊のワズリーで、刃物工場を経営するシリル・グロソップの子として生まれる。家庭は幸運に包まれていたとは言い難く、ピーターが5歳のときに母親が結核で亡くなり、兄弟姉妹ものちに結核や自殺で亡くなった。ピーターは無事に成長し、シェフィールドのハイ・ストーズ・スクールに進学ののち、ライシアム・シアターに勤務していた別の姉妹ヴァイオレットの口添えで初めてヴェルディ『リゴレット』を見て感銘を覚えた。また、地元の友人たちとジャズバンドを結成して活動したりもした。第二次世界大戦終結後にイギリス軍の兵役に就いてデュッセルドルフに赴任して除隊したのち、シェフィールドの国立地方銀行に勤務するが、オペラへの情熱は断ちがたくシェフィールド・オペラ協会に入会したのち、1949年にオッフェンバック『ホフマン物語』のコッペリウス役でアマチュア歌手としてのデビューを果たした。スコットランド出身のテノールであるジョゼフ・ヒスロップと組んで巡業する傍らで1952年にはサドラーズ・ウェルズ・オペラの合唱団に入る。ロンドンではレナード・モズレーとエヴァ・リッチのもとで歌唱に磨きをかけ、1953年にはビゼー『カルメン』のモラレスでプロとしてのデビューを果たした。プロとしてデビューののちも、ピーターはヒスロップのもとで高度な歌唱技術の取得に取り組み、レオンカヴァッロ『道化師』のシルヴィオやプッチーニ『ラ・ボエーム』のショナールといった役を手掛けたのち、1955年までにはプリンシパル・バリトンの座に就いてヴェルディ『イル・トロヴァトーレ』、『椿姫』ジョルジョ・ジェルモン、チャイコフスキー『エフゲニー・オネーギン』のタイトル・ロールを歌い、いずれも好評を得てピーターのキャリアは保証されたものとなった。プロとして初めてリゴレットを歌ったのは1959年のことで、リゴレットのほかにプッチーニ『トスカ』のスカルピア、ジョルダーノ『アンドレア・シェニエ』のカルロ・ジェラールをレパートリーとして加える。当時のサドラーズ・ウェルズの音楽監督はアレクサンダー・ギブソンやコリン・デイヴィスであり、ピーターはじめとする所属歌手は、ギブソンやデイヴィスのもとで適役を見つけて自己のレパートリーとする修練が行われていた。

### 国際的な活躍
1961年、ピーターはブルガリアのソフィアで行われた国際オペラコンテストに出場して金メダルを受賞し、以降は国際的な活躍を見せるようになる。同じ1961年の12月にはベンジャミン・ブリテン『夏の夜の夢』のデメトリアスでロイヤル・オペラ・ハウス（コヴェント・ガーデン）に初出演し、エディンバラ音楽祭にも出演を果たすが、一連の出演がサドラーズ・ウェルズ側から「一方的な手切れ」と勘違いされて場違いな批判を受けることもあった。ただ、ディートリヒ・フィッシャー＝ディースカウやティート・ゴッビといった名だたるバリトン歌手群の一角にその名を連ねるということを意味していたので、批判は大したダメージにはならなかった。コヴェント・ガーデンの常連になってからはヴェルディ『ドン・カルロ』のロドリーゴ侯爵、『アイーダ』のアモナズロ、『仮面舞踏会』のレナート、プッチーニ『外套』のミケーレ、『道化師』のトニオといったイタリア・オペラの諸役、モーツァルト『ドン・ジョヴァンニ』のタイトル・ロールなども歌うようになる。十八番のリゴレットやルーナ伯爵も、前者は1964年にフランコ・ゼフィレッリによる新演出でゲオルク・ショルティの指揮により歌い、後者もルキノ・ヴィスコンティの演出、カルロ・マリア・ジュリーニの指揮による舞台に出演した。なお、ピーターはこのころになると、多忙のためコヴェント・ガーデンとサドラーズ・ウェルズとの掛け持ちが難しくなったこともあって、サドラーズ・ウェルズと契約を正式に終えている。イタリアへの進出も開始し、「多くの歌手が屍をさらす」と評されたパルマでリゴレットを歌い称賛を浴びたことにより、1965年にスカラ座への出演を、マントヴァ公爵にルチアーノ・パヴァロッティを得た『リゴレット』で果たすこととなった。イタリアではスカラ座とパルマのほかにパレルモやナポリでも歌い、1967年には『道化師』トニオで出演予定のジャンジャコモ・グェルフィの代役として、再びスカラ座の舞台に立った。
1966年、ピーターはパリのオペラ座とサンフランシスコ・オペラに、ともに『ドン・カルロ』のロドリーゴ侯爵で初出演。1969年にはデイヴィスの指揮によるベルリオーズ『トロイアの人々』の完全初演にコロエブスで出演し、フィリップス・レコードによる最初のレコーディングにも参加した。この時期にはヴェルディ『オテロ』のヤーゴを新しいレートリーとして手中にし、1970年のザルツブルク音楽祭ではヘルベルト・フォン・カラヤンの指揮と演出による『オテロ』に出演。カラヤンによって「マリオ・デル＝モナコの後を継ぐオテロ」と指名されたジョン・ヴィッカーズ、デズデーモナのミレッラ・フレーニと共演した。メトロポリタン歌劇場（メト）とのつながりは1967年が最初であるが、この時はロードアイランド州ニューポートにおける『リゴレット』の引っ越し公演であり、公式にメトの舞台に初めて立ったのは1971年6月のことで、スカルピアを歌った。この公演は、のちにメトに君臨する指揮者ジェームズ・レヴァインのメト・デビューでもあった。メトでは1986年までの間にヤーゴ、ヴェルディ『運命の力』のドン・カルロ・ディ・ヴァルガス、『シモン・ボッカネグラ』のパオロ・アルビアーニおよびシモン・ボッカネグラ、フンパーディンク『ヘンゼルとグレーテル』のペーター、ブリテンの『ビリー・バッド』のレッドバーンなどを歌った。同じ1971年の9月にはNHK招聘の第6回NHKイタリア歌劇団のため来日し、ロヴロ・フォン・マタチッチの指揮でパヴァロッティ（マントヴァ公爵）、ルッジェーロ・ライモンディ（スパラフチーレ）、ルイス・ラッセル（ジルダ）らの共演を得てリゴレットを歌った。

### 引退
話はさかのぼり、ピーターはサドラーズ・ウェルズに所属していた1955年に同僚の歌手であるジョイス・ブラックハムと最初の結婚をしている。ジョイスとの間には娘が生まれたが、産後に亡くなっている。1977年にジョイスと離婚後まもなく、26歳年下のバレエダンサーのミシェル・エイモスと再婚して2人の娘を授かったが、1986年に離婚した。この二度目の離婚に至るまでの間、ピーターは自身の能力について徐々に自信が持てなくなった。それでも1980年にはイングリッシュ・ナショナル・オペラでリヒャルト・シュトラウス『アラベラ』のマンドリーカに挑戦するなど意欲を見せており、このマンドリーカが、ピーターが最後にレパートリーに加えた役柄であった。しかし、イングリッシュ・ナショナル・オペラのマネジメント・ディレクターである第7代ヘアウッド伯爵に「シュトラウスとホフマンスタールの世界に謎の宇宙空間から割って入って、アラベラの足を引っ張る男」と酷評された。伯爵の酷評の影響は定かではないが、以降のピーターの活躍は鈍り、1985年にメトで演じたシモン・ボッカネグラも成功には至らず、翌1986年にロサンゼルスで演じたプッチーニ『蝶々夫人』のシャープレスと、メトでのスカルピアを最後に現役を引退した。
引退後のピーターは、デヴォンシャーのアクミンスターの一村で引退生活を送っていたが、やがて喉頭癌を患っていることが判明し、ジョイスと新しいパートナーがピーター宅の近所に移ってきた。2004年には自伝『ヨークシャーのバリトンの物語』 (The Story of a Yorkshire Baritone）を出版し、自伝の中でピーターはジョイスとの離婚を後悔していることを明らかにした。また、今まで共演した指揮者ではショルティとカラヤンを「独裁者」だとしつつも一定の評価をし、コヴェント・ガーデンに限ってはエドワード・ダウンズとレジナルド・グッドオール、メトではレヴァインとチャールズ・マッケラスとは相性が良かったことを明かしている。ピーター・グロソップは長年の闘病の末、2008年9月7日にデヴォンシャーのクレイハンガーで亡くなった。80歳没。墓はエクセターにある。

## 主なディスコグラフィ
- エドワード・ジャーマン『イングランドの婚礼（英語版）』（エセックス伯爵）：ジューン・ブロンヒル、ウィリアム・マックアルパイン、モニカ・シンクレア：マイケル・コリンズ指揮：1960年：EMI Classics for Pleasure 5 75767-2（CD）[8]
- ヘンリー・パーセル『ディドとエネアス』（エネアス）：ビクトリア・デ・ロス・アンヘレス、ヘザー・ハーパー、エリザベス・ロブソン、パトリシア・ジョンソン：ジョン・バルビローリ指揮イギリス室内管弦楽団：1965年：EMI CMS 5 65664-2（CD）[9]
- ビセー『カルメン』（エスカミーリョ）：フィオレンツァ・コッソット、ジョルジォ・ランベルティ：ペーター・マーク指揮：1966年サン・カルロ劇場：Encore DVD 2644（DVD）[10]
- ブリテン『ビリー・バッド』（ビリー・バッド）：ピーター・ピアーズ、マイケル・ラングドン：ブリテン指揮ロンドン交響楽団：1967年：Decca 475 6020（CD）[11]
- レオンカヴァッロ『道化師』（トニオ）：ヴィッカーズ、ライナ・カバイヴァンスカ：カラヤン指揮スカラ座：1968年：DG 073 4389（DVD）[12]
- ヴェルディ『エルナーニ』（カルロ）：ブルーノ・プレヴェリ、モンセラート・カバリェ、ボリス・クリストフ：ジャナンドレア・ガヴァッツェーニ指揮：1968年RAIミラノ：Living Stage LS 4035154（CD）[13]
- ガエターノ・ドニゼッティ『ロベルト・デヴリュー（英語版）』（ノッティンガム公爵）：ベヴェリー・シルズ、ベヴェリー・ウォルフ、ボリス・クリストフ：マッケラス指揮ロイヤル・フィル：1969年：Living Stage LS 4035154（CD）[14]
- ベルリオーズ『トロイアの人々』（コロエブス）：ヴィッカーズ、アンソニー・ラッフェル、ベリ・リンドホルム：デイヴィス指揮：1969年：Decca/Philips Classic Opera 475 6661（CD）[15]
- ヴェルディ『オテロ』（ヤーゴ）：ヴィッカーズ、フレーニ、アルド・ボットン：カラヤン指揮ベルリン・フィル：1973 - 74年：EMI CMS 769 3082（CD） / DG 073 4040 （DVD)[16]
- エルマンノ・ヴォルフ＝フェラーリ『マドンナの宝石』（ラファエレ）：パウリーネ・ティンズリー：アルベルト・エレーデ指揮BBC交響楽団：1976年：Bella Voce BLV 107 242（CD）[17]
- ヴェルディ『アイーダ』（アモナズロ）：カバリェ、プラシド・ドミンゴ、コッソット：リッカルド・ムーティ指揮：1977年コヴェント・ガーデン：House of Opera CDBB 602（CD）[18]
- ヴェルディ『マクベス』（マクベス）：リタ・ハンター、ジョン・トムリンソン、ケネス・コリンズ：ジョン・マセソン指揮BBCコンサート管弦楽団：1978年：Opera Rara ORCV 301（CD）[19]
- ヴェルディ『運命の力』（ドン・カルロ）：ロデリック・ケネディ、マーティナ・アーロヨ、コリンズ：ジョン・マセソン指揮BBCコンサート管弦楽団：1981年：Opera Rara ORCV 304（CD）[20]